# Dassault Mirage III
Mirage III ((fransk): luftspejling) er et fransk kampfly produceret af Dassault Aviation.

## Brugere
- Argentina
- Pakistan
- Frankrig
- Sydafrika
- Australien
- Brasilien
- Belgien
- Chile
- Colombia
- Egypten
- Forenede Arabiske Emirater
- Spanien
- Gabon
- Israel
- Libanon
- Libyen
- Peru
- Schweiz
- Venezuela
- Zaire